# 요한 제리
요한 제리(Johann Mouse)는 톰과 제리 시리즈중 75번째 편이다. 요한 슈트라우스는 고양이와 쥐를 키웠는데, 요한이 피아노를 연주하면 쥐 제리(여기서는 요한)가 나와 춤을 춘다. 이 때 고양이가 쥐를 잡으려 하지만 실패한다. 어느 날 주인이 집을 나가자 춤을 출 수 없는 쥐가 구멍에서 나오지 않아 궁리하던 고양이 톰은 주인 요한이 만든 피아노 배우기 교본으로 연주를 배운 뒤 쥐가 춤을 추며 나오자 잡으러 가지만 실패. 그러나 피아노를 연주하는 고양이와 춤추는 쥐의 소문은 널리 퍼져 궁전으로 초대되었다는 이야기이다. 당시 요한 슈트라우스 2세(1825-1899)의 곡들이 삽입되었다. 아카데미상을 수상하였다.